# Zamknięci w celuloidzie

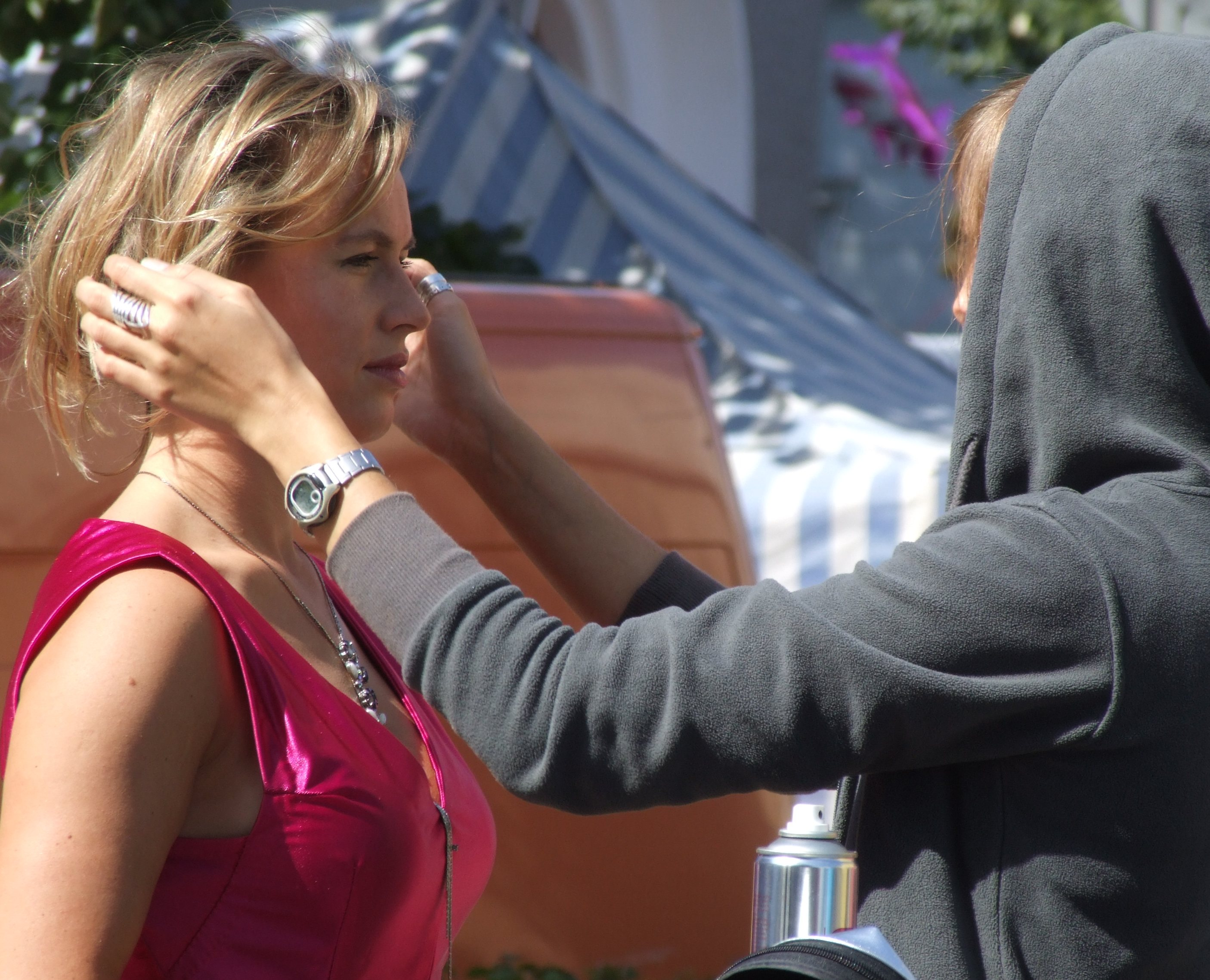
Na planie filmu

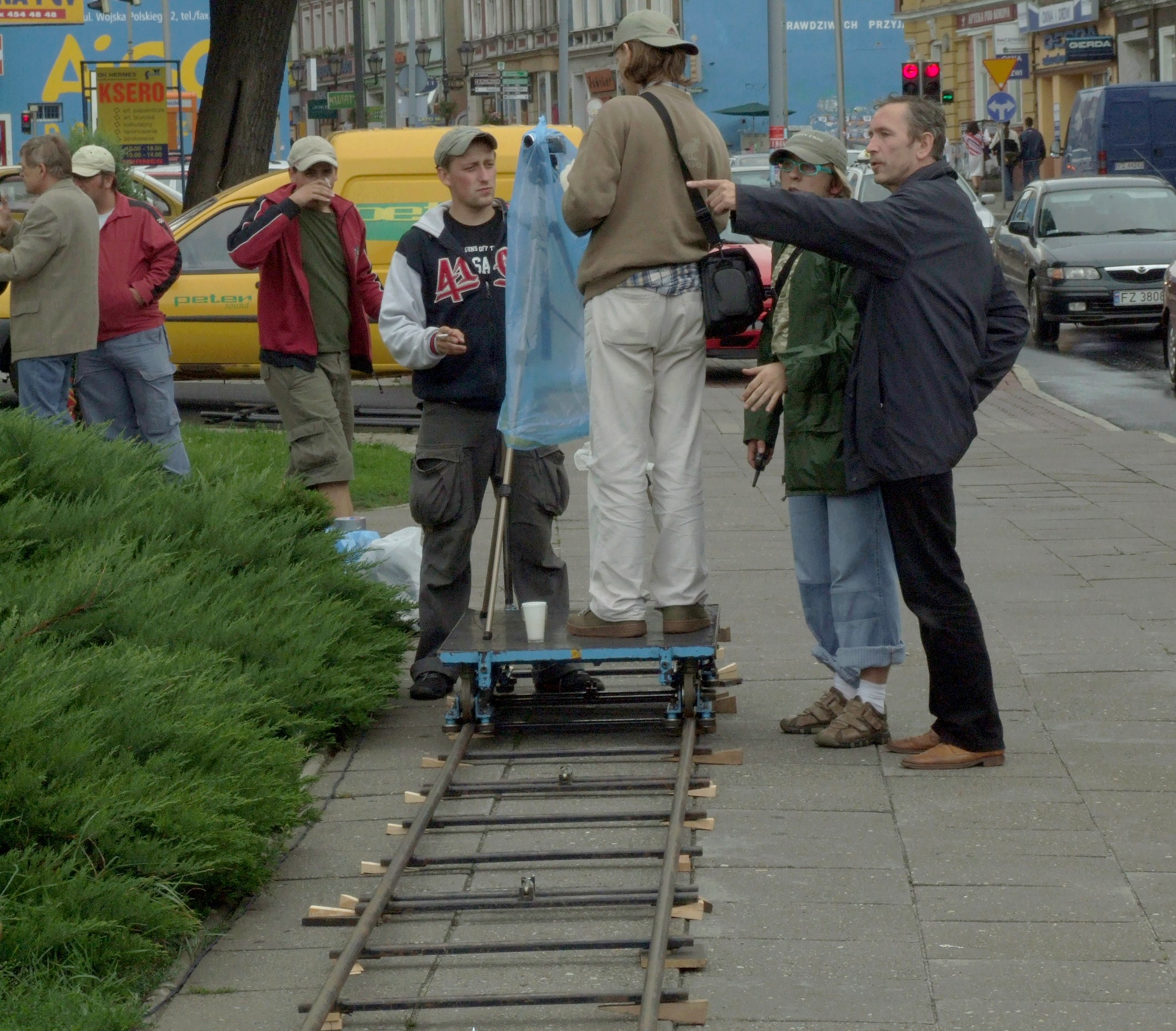
Ekipa podczas kręcenia zdjęć w centrum Zielonej Góry. Pierwszy z prawej – Władysław Sikora

Zamknięci w celuloidzie – komedia filmowa Władysława Sikory z 2007 roku. Produkcję współtworzyli ludzie związani niegdyś z wytwórnią A’Yoy.

## Fabuła
Główną osią fabuły są trzy historie - Tomka, który odkrywa, że znajduje się w filmie, Adama i Ewy - dwojga kochanków oraz alkoholika Stachowiaka zakochanego w Ariel - kobiecie z delirycznej wizji. Wątki przeplatają się ze sobą w najmniej oczekiwanych momentach. Każdą z historii łączy motyw swoistego przewrotu kopernikańskiego.

## Obsada
- Władysław Sikora – Reżyser Stwórca
- Bartosz Klauziński – Tomek
- Ewa Stasiewicz – Julia
- Andrzej Piątek – Stachowiak
- Anna Osińska – Ariel
- Barbara Tomkowiak – Ewa
- Kamil Piróg – Adam
- Przemysław Żejmo – Paweł
- Magdalena Mleczak – siostra Ewy[1]
- Dorota Halama – żona Adama
- Adrianna Borek – koleżanka Julii
- Dariusz Kamys – akwizytor
- Ewelina Flinta – uliczny grajek
- Artur Andrus – on sam
- Andrzej Poniedzielski – on sam
- Renata Przemyk – ona sama
- Adam Nowak – on sam
- Leszek Jenek – doktor
- Wojciech Kamiński – człowiek przy mapie, Zawadzki
- Joanna Kołaczkowska – barmanka
- Katarzyna Piasecka – pielęgniarka
- Jarosław Marek Sobański – Biały
- Tomasz Kowalski – sąsiad
- Agnieszka Litwin-Sobańska – sąsiadka
- Katarzyna Sobieszek – żulinda 1
- Małgorzata Czyżycka – żulinda 2
- Sławomir Kaczmarek – instruktor samoobrony
- Tomasz Łupak – kelner
- Artur Walaszek – koleś przy śmietniku
- Janusz Klimenko – uczestnik kursu samoobrony
- Janusz Rewers – kierowca
- Jolanta Balcer – nieznajoma w bieli oferująca pomoc Stachowiakowi
- Adrianna Balcer – nieznajoma w bieli, nastolatka
- Izabela Taraszczuk – nieznajoma w bieli oferująca pomoc Stachowiakowi

## Nagrody
Uznawany za najdojrzalszy z dotychczasowych filmów długometrażowych tego twórcy uzyskał w 2008 roku na XXII Festiwal Polskich Filmów Fabularnych w Gdyni wyróżnienie w konkursie kina niezależnego.